# Momo Hirai
Pour les articles homonymes, voir Momo.
Momo Hirai (平井 もも, hangeul : 히라이 모모), mieux connue sous le nom de Momo (coréen : 모모), est une chanteuse, danseuse et rappeuse japonaise née le 9 novembre 1996 à Kyōtanabe (Japon). Elle est surtout connue pour faire partie du groupe sud-coréen Twice, dont elle est la danseuse principale.

## Carrière
Momo commence la danse lorsqu'elle est très jeune et décide de devenir chanteuse grâce à Namie Amuro. Elle s'intéresse à la k-pop à travers les artistes Rain et Lee Hyori. Elle est contactée par la JYP Entertainment après que le label l'ait remarquée dans une vidéo où elle danse avec sa grande sœur. Elle auditionne à la JYP avec sa sœur le 13 avril 2012, mais elle seule est retenue,.
Stagiaire depuis 4 ans à la JYP, Momo participe à l'émission Sixteen pour choisir les membres du futur girl group de l'agence. Elle est éliminée au bout du 6e épisode et envisage de tout arrêter, mais lors du dernier épisode, J. Y. Park, PDG de la JYP, décide de l'intégrer au groupe final grâce à ses capacités en danse et son travail acharné lors de l'émission.

### Twice
Momo est la 3e membre la plus âgée du groupe, et la danseuse principale aux côtés de Mina. C'est aussi l’aînée de la J-Line (Hirai Momo, Minatozaki Sana et Myoui Mina).
L'une des reprises les plus notables de Momo est Move (en) de Taemin, exécuté avec Mina, Dahyun et Chaeyoung.
Le 28 juillet 2023, le premier sous-groupe de Twice, MISAMO, composé de la j-line de Twice, Momo, Sana, Mina, débute au Japon avec leur premier EP Masterpiece.

## Discographie

### Titres solo
| Année | Titre              | Album         |
| ----- | ------------------ | ------------- |
| 2024  | Money In My Pocket | Haute Couture |

### Crédits musicaux
| Année | Titre               | Artiste | Album         | Autre(s) crédit(s)             |
| ----- | ------------------- | ------- | ------------- | ------------------------------ |
| 2018  | Shot Thru the Heart | Twice   | Summer Nights | Sana et Mina                   |
| 2019  | Hot                 | Twice   | Fancy You     | Kang Eun-jung                  |
| 2019  | Love Foolish        | Twice   | Feel Special  | Sim Eun-jee                    |
| 2019  | 21:29               | Twice   | Feel Special  | Twice                          |
| 2022  | Celebrate           | Twice   | Celebrate     | J. Y. Park, Twice et Co-sho    |
| 2023  | Funny Valentine     | MiSaMo  | Masterpiece   | Yuka Matsumoto, Realmeee, EJAE |
| 2024  | Money In My Pocket  | Momo    | Haute Couture | Sofia Vivere, Yu-ki Kokubo     |

## Filmographie

### Émissions de variétés
| Année | Titre                            | Chaîne  | Rôle | Note(s)                  |
| ----- | -------------------------------- | ------- | --- | ------------------------ |
| 2015  | My Little Television             | MBC     | avec Sana, Mina et Tzuyu | Épisodes 31 et 32        |
| 2016  | Baek Jong-won's Top 3 Chef Kings | SBS     | avec Nayeon, Dahyun et Tzuyu | Épisode 36               |
| 2016  | People of Full Capacity          | MBC     | avec Kei de Lovelyz | Épisode 18               |
| 2016  | Vitamin                          | KBS2    | avec Jeongyeon, Jihyo, Mina et Tzuyu | Épisode 631              |
| 2016  | We Will Eat Well                 | JTBC    | avec Jeongyeon, Jinwoon (2AM) et Mina (I.O.I, Gugudan) |                          |
| 2016  | The Show                         | SBS MTV | MC spéciale avec Chaeyoung, Heechul (Super Junior), présentateur régulier Zhou Mi (Super Junior-M) | Suwon Kpop Super Concert |
| 2016  | Hit The Stage                    | Mnet    | avec Hyoyeon (Girls' Generation), Taemin (SHINee), Bora (Sistar), Hoya (Infinite), U-Kwon (Block B), Shownu (Monsta X) et Ten (NCT U), Mina (en tant que danseuse professionnelle, partenaire dans la deuxième manche) | [ 9 ]                    |
| 2016  | Finding MOMOLAND                 | Mnet    | Apparition spéciale | [ 10 ]                   |
| 2016  | Idol Chef King                   | MBC     | avec Sana, Jihyo et Dahyun | Spécial Chuseok          |
| 2016  | Knowing Brother                  | JTBC    | Apparition spéciale | Episode 51               |
| 2016  | Flower Crew                      | SBS     | Apparition spéciale avec Nayeon | [ 12 ]                   |
| 2017  | Elementary School Teacher        | SBS     | avec Amber (F(x)), Kangnam, Ten (NCT U), Henry (Super Junior) et The8 (Seventeen) | Spécial Lunar New Year   |

### Apparitions dans des clips vidéos
| Année | Titre                | Artiste(s)                   |
| ----- | -------------------- | ---------------------------- |
| 2014  | "Stop Stop It"       | Got7                         |
| 2014  | "Feel" (Japanese MV) | Junho                        |
| 2015  | "R.O.S.E"            | Wooyoung                     |
| 2015  | "Only You"           | Miss A                       |
| 2016  | "Fire"               | J.Y. Park                    |
| 2016  | "Sweet Dream"        | Kim Hee-chul, Min Kyung-hoon |